# Āthāra Mura Range
Āthāra Mura Range är en bergskedja i Indien.   Den ligger i delstaten Tripura, i den östra delen av landet, 1 500 km öster om huvudstaden New Delhi.